# Nylars
Nylars er en by med 208 indbyggere  (2024) på det sydlige Bornholm 8 km vest for Aakirkeby og 8 km øst for Rønne. Byen ligger i Bornholms Regionskommune, der hører til Region Hovedstaden.
Nylars hører til Nylarsker Sogn. Nylars Kirke, der er en af Bornholms fire rundkirker, ligger lige nordøst for byen.

## Historie
I 1899 blev Nylars beskrevet: "Nylars Kirke, nær ved Landevejen, og i Nærheden Præstegaarden og Skolen (Kirkeskolen), den sidste ved Landevejen; desuden søndre Skole; to Møller."

### Jernbanen
Nylars fik trinbræt på Rønne-Nexø jernbanen (1900-68). Selvom det kun var et trinbræt, var der læssespor med sporskifte i begge ender. Trinbrættets læskur er ikke bevaret, men gennem byen går der en asfalteret sti, som med få afbrydelser følger banens tracé fra Robbedale til øst for Lobbæk.

### Samlingshuset
I 1901 fik Nylars et "samlingshus" – det var ofte betegnelsen for et forsamlingshus, der udsprang af afholdsbevægelsen, og huset havde spiritusforbud i begyndelsen. Dets formål var "ved kristelige og folkelige foredrag, oplæsning, sang, gymnastik og deslige at fremme udviklingen af en god, dygtig og åndeligt vågen slægt". Komedier og maskerader måtte ikke afholdes i huset. Bestyrelsen kunne en gang imellem tillade selskabelige sammenkomster, men kun til sluttede selskaber og ikke på lørdage og søndage, så det var ikke husets hovedformål at skaffe selskabslokaler til sognets beboere.
Præst og lærere benyttede huset gratis, skytteforeningen, sognerådet, afholdsforeningen og andre måtte betale. I 1902 blev den store sal udlejet 31 gange til gymnastik, 2 gange til dans, 2 gange til koncerter, 5 gange til brugsforening og mejeri, 30 gange til foredrag og 1 gang til årsmøde. Den lille sal blev benyttet til 11 sognerådsmøder, 18 foreningsmøder, 4 selskabelige sammenkomster, 1 privat møde, 7 foredrag og 2 bestyrelsesmøder. I alt blev huset altså benyttet 114 gange. I 1903 fik skolen lov til at benytte salen til gymnastik 1 time om dagen i sommerhalvåret. Bestyrelsen vedtog i 1910 at søge dansen begrænset.
Sidst i 1930'erne blev huset udvidet med 2 sognerådslokaler, bibliotek og en ny fløj til idrætsfolkene. I 1966 flyttede sognerådet til det nye alderdomshjem, og dets lokaler i Samlingshuset blev til møderum eller selskabslokaler. I 1969-70 opførte Nylars en "kvart" idrætshal inden den sammen med 4 andre kommuner skulle indgå i Aakirkeby Kommune ved kommunalreformen i 1970.
Nyvest Idrætsforening sparede bl.a. sammen med havnefester i Arnager, og med betydelig støtte fra kommunen blev den kvarte hal i 1983 udbygget til en hel. Hele komplekset hedder nu Nyvest Centret, og i den selvejende institutions bestyrelse sidder stadig repræsentanter for borgerforeningerne i Arnager, Lobbæk, Vestermarie og Nylars for at sikre, at Samlingshuset fortsat kan bruges som kulturhus.